# Ascidiacea
Ascidiacea Blainville, 1824 è una classe del subphylum degli organismi Tunicati. Sono animali marini, sessili, microfagi filtratori, dal corpo a forma di otre.

## Descrizione

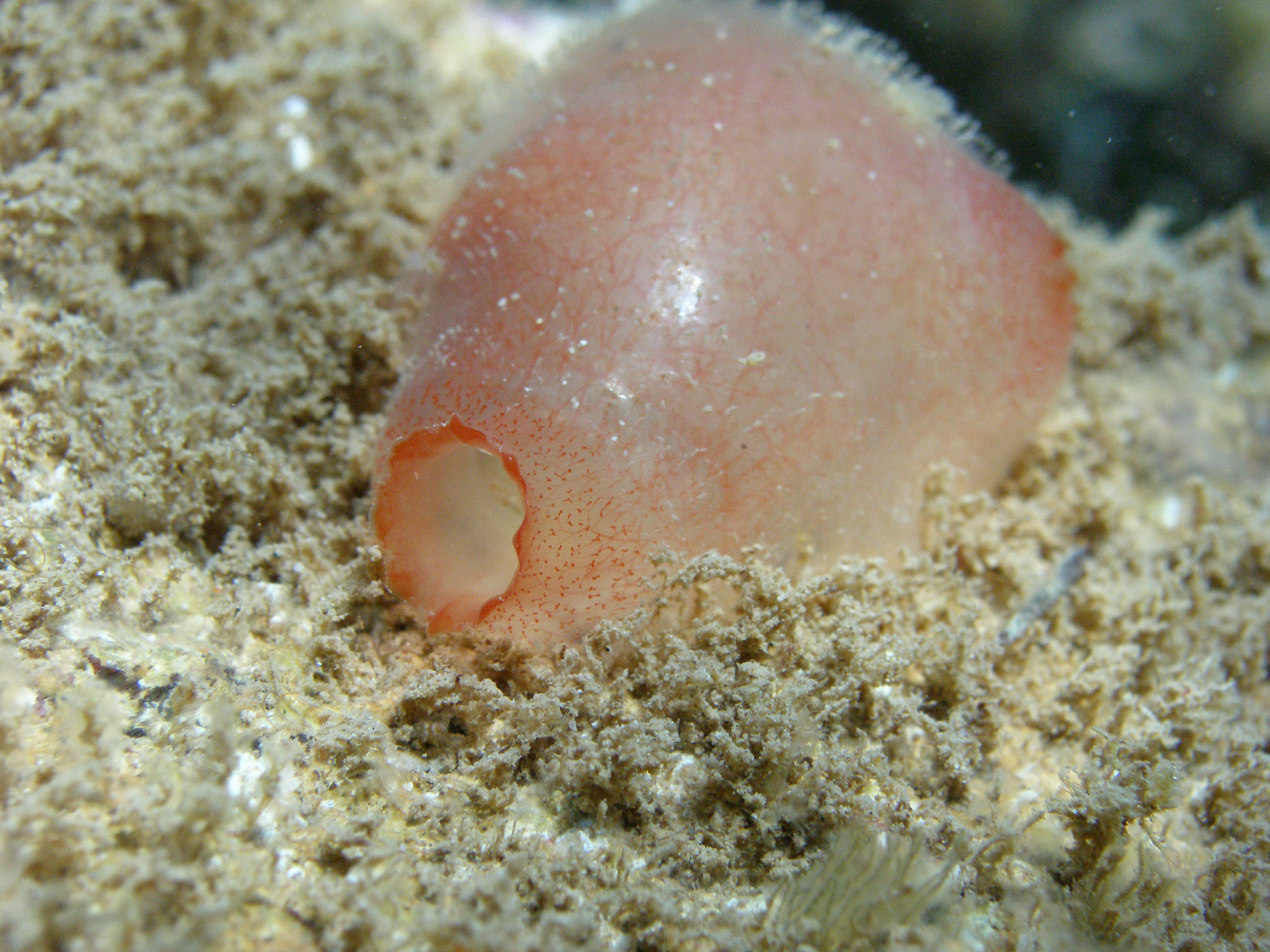
Ascidia semplice
(Ascidia sp.)

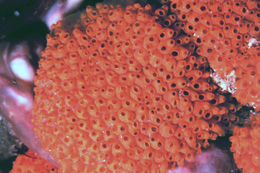
Ascidie coloniali
(Symplegma rubra)

Rappresentazione schematica di una larva di ascidia

Le ascidie adulte hanno in genere una forma globosa e presentano un sifone inalante all'estremità apicale ed uno esalante laterale.
La maggior parte delle specie sono solitarie (cosiddette ascidie semplici), ma esistono anche specie coloniali. Le colonie possono essere di due tipi:
- ascidie sociali, in cui i singoli individui, detti zooidi o zoidi, sono semplicemente uniti in "ciuffi" che condividono uno stolone basale;
- ascidie composte, in cui gli zooidi sono "saldati" tra di loro, posseggono un sifone esalante comune e sono avvolti da un robusto tessuto esterno detto tunica, composta dal polisaccaride tunicina.

## Biologia

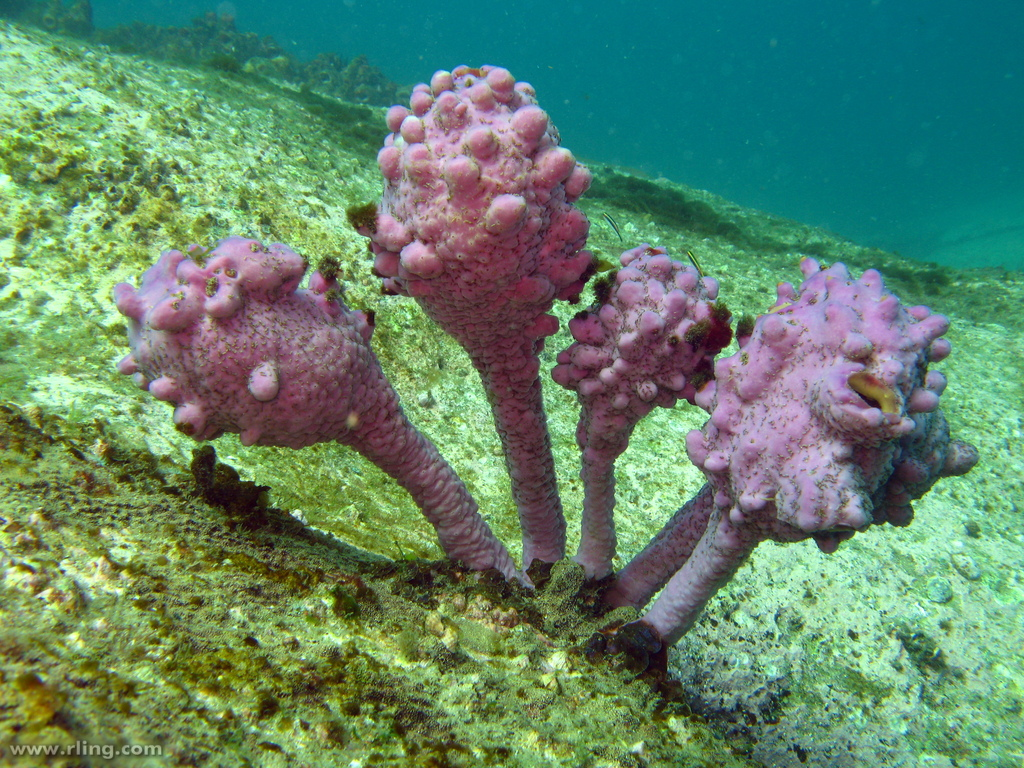
Tulipani di mare
(Pyura spinifera)

Sono organismi bentonici sessili, che popolano i fondali sabbiosi e rocciosi e che talora possono svilupparsi su altri animali o piante. Un'ascidia può filtrare giornalmente centinaia di litri di acqua. Come altri tunicati raccolgono e concentrano nel loro flusso sanguigno quantità di vanadio.

### Alimentazione
Le ascidie sono organismi filtratori che si nutrono di microrganismi e di particelle organiche trasportate dall'acqua, aspirandola attivamente attraverso il sifone inalante; le particelle vengono trattenute nel cestello branchiale; il deflusso dell'acqua avviene attraverso il sifone esalante. Recentemente sono state scoperte in Australia, ascidie carnivore (Megalodicopia hians) che si nutrono di piccoli animali marini.

### Riproduzione
Le ascidie sono in genere organismi ermafroditi.
Le cellule uovo e gli spermatozoi vengono liberati nell'acqua, dove avviene la fecondazione.
La larva trascorre un breve periodo (da alcune ore a pochi giorni) come organismo pelagico per poi aderire al substrato marino, a contatto del quale avviene la metamorfosi in forma matura bentonica.
Nelle ascidie coloniali è possibile la riproduzione asessuale per gemmazione.

## Distribuzione e habitat
La classe Ascidiacea ha una distribuzione cosmopolita essendo diffusa nelle acque di tutti i continenti, inclusa l'Antartide, ove sono state censite oltre un centinaio di specie. La maggiore biodiversità si osserva nella fascia tropicale dell'Indo-Pacifico, ove prevalgono le specie coloniali. Nel mar Mediterraneo sono presenti oltre 200 specie.

## Tassonomia
La classe Ascidiacea comprende 2815 specie.
La odierna classificazione (World Register of Marine Species 2019) raggruppa le ascidie in tre ordini:
- Ordine Aplousobranchia
  - famiglia Clavelinidae Forbes & Hanley, 1848
  - famiglia Diazonidae Seeliger, 1906
  - famiglia Didemnidae Giard, 1872
  - famiglia Euherdmaniidae Ritter, 1904
  - famiglia Holozoidae Berrill, 1950
  - famiglia Placentelidae Kott, 1992
  - famiglia Polycitoridae Michaelsen, 1904
  - famiglia Polyclinidae Milne-Edwards, 1841
  - famiglia Ritterellidae Kott, 1992
  - famiglia Vitrumidae Kott, 2009
- Ordine Phlebobranchia
  - famiglia Agneziidae Monniot C. & Monniot F., 1991
  - famiglia Ascidiidae Herdman, 1882
  - famiglia Cionidae Lahille, 1887
  - famiglia Corellidae Lahille, 1888
  - famiglia Hypobythiidae Sluiter, 1895
  - famiglia Octacnemidae Herdman, 1888
  - famiglia Perophoridae Giard, 1872
  - famiglia Plurellidae Kott, 1973
- Ordine Stolidobranchia
  - famiglia Molgulidae Lacaze-Duthiers, 1877
  - famiglia Pyuridae Hartmeyer, 1908
  - famiglia Styelidae Sluiter, 1895

La precedente classificazione, che prevedeva 2 ordini (Enterogona e Pleurogona) e tre sottordini (Aplousobranchia, Phlebobranchia, Stolidobranchia), attualmente non è più in uso.
Secondo un'altra classificazione fenetica viene suddivisa in due ordini:
- Monoascidie (forme solitarie e quelle aggregate ma che hanno in comune solo lo stolone basale).
- Sinascidie (forme aggregate con la tunica in comune e ascidie composte).

Una classificazione più filogenetica, fondata sull'evoluzione della faringe branchiale,
la ripartisce in tre ordini:
- Aplousobranchiate con la parete della faringe senza pliche e senza seni sanguigni sporgenti verso l'interno;
- Flebobranchiate faringe senza pliche ma con seni sanguigni che sporgono verso l'interno;
- Stolidobranchiate parete della faringe con pliche longitudinali e vasi sanguigni sporgenti.

### Alcune specie

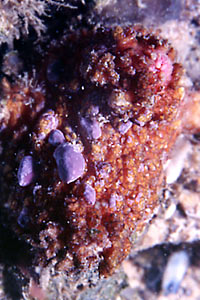
Ascidia involuta
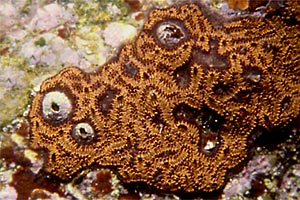
Botrylloides leachii
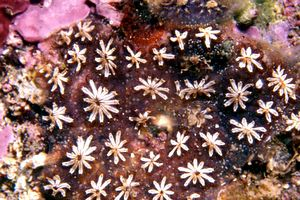
Botryllus schlosseri
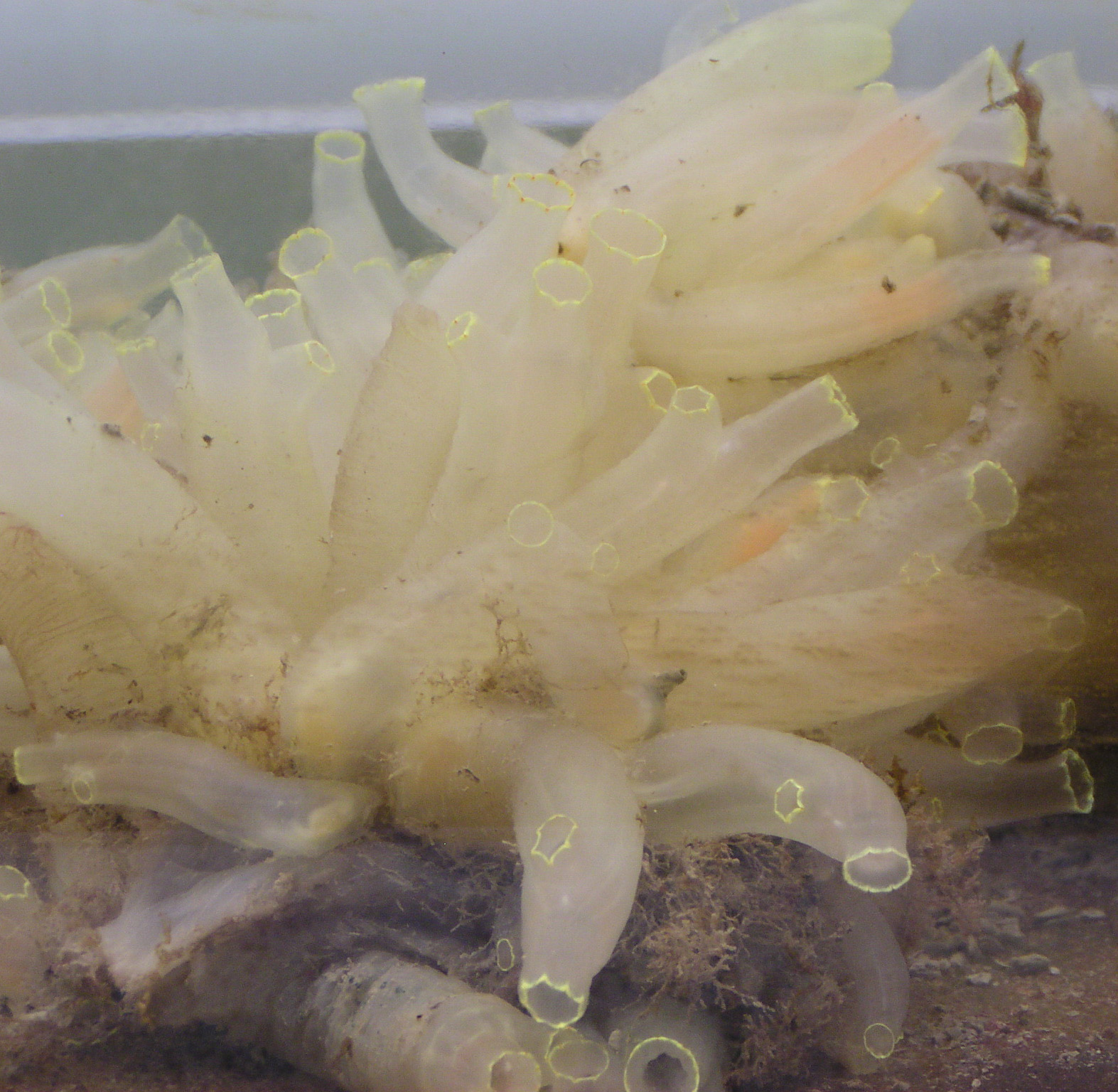
Ciona intestinalis
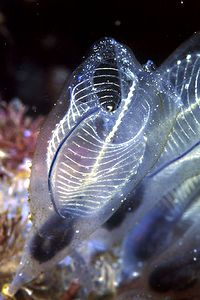
Clavelina lepadiformis
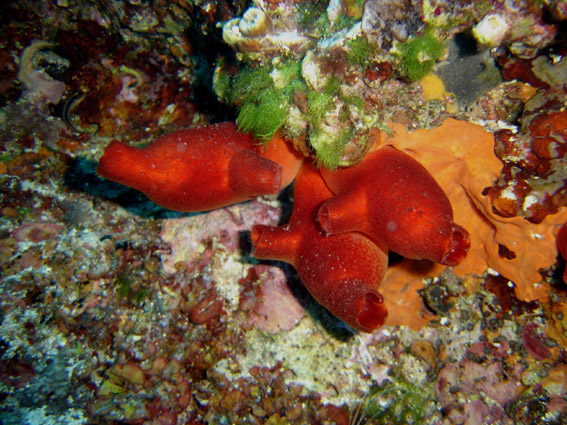
Halocynthia papillosa
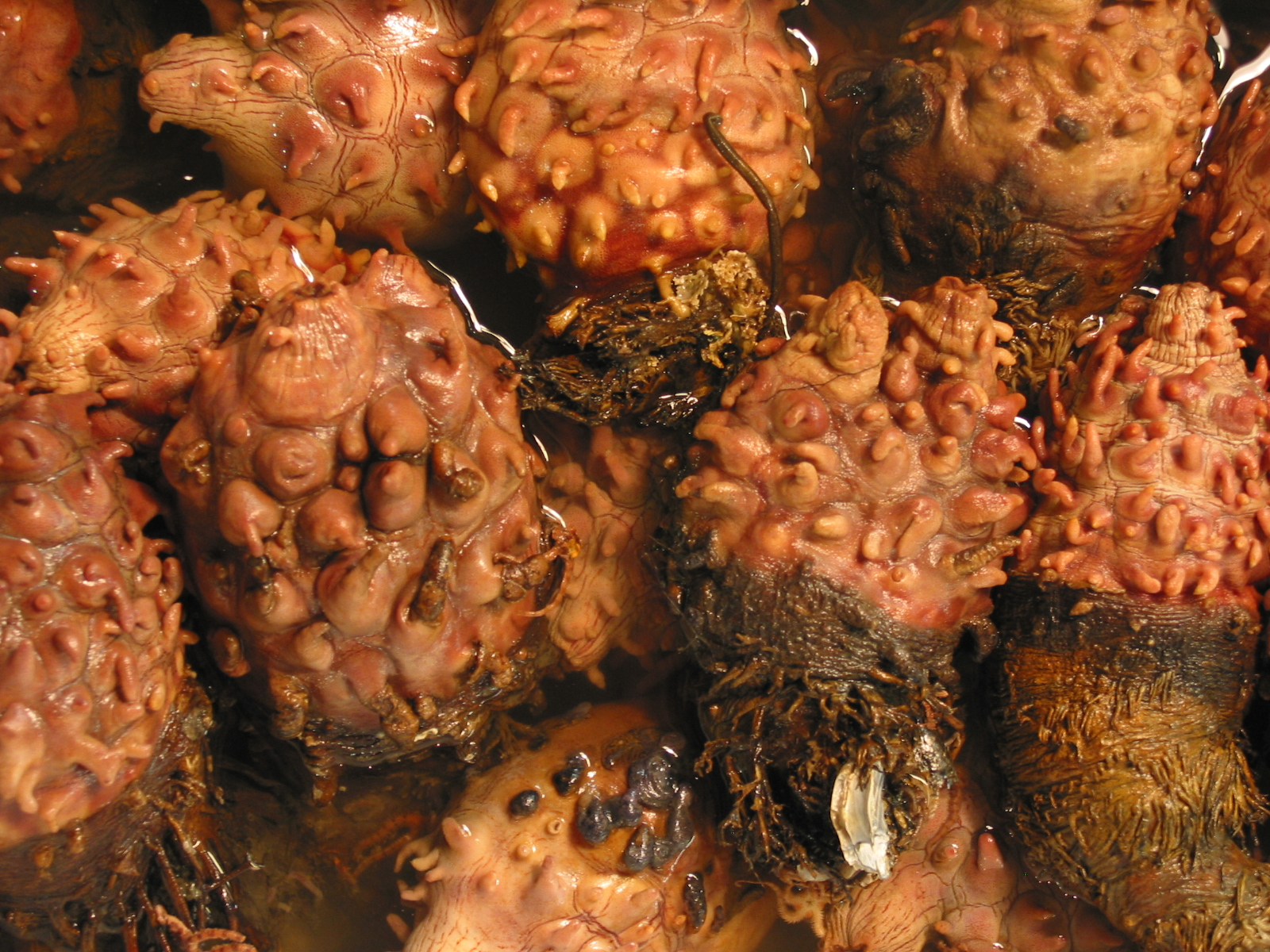
Halocynthia roretzi
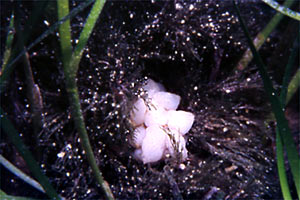
Phallusia mammillata

## Usi
- Alcune ascidie (Ciona intestinalis, Ciona savignyi) sono utilizzate come organismi modello per gli studi sul genoma.

- Le ascidie sono un ingrediente della gastronomia di diversi paesi tra cui Giappone, Corea, Cile e Francia.